# Alessia di Grecia
Alessia di Grecia (in greco Αλεξία της Ελλάδας?; Corfù, 10 luglio 1965) è stata principessa ereditaria di Grecia dal 1965 al 1967.
È la primogenita di Costantino II e di Anna Maria di Danimarca. 

## Biografia

### Battesimo e infanzia
La principessa Alessia è nata nel 1965 nella Villa Mon Repos di Corfù. Venne battezzata il 20 settembre nella Sala Grande del palazzo reale di Atene, per mano dell'arcivescovo Chrysostomos II.
In quanto figlia primogenita nacque come erede al trono, ma perse il titolo alla nascita del fratello Paolo poiché la linea di successione al trono greco segue il criterio di preferenza maschile. A causa della dittatura dei colonnelli, trascorse l'infanzia in esilio con la famiglia dapprima a Roma. Poté rientrare in Grecia nel 1981, al funerale della nonna Federica di Hannover presso il palazzo di Tatoi, e nel 1993, per un tour tra le isole greche autorizzato dal governo.

### Studi e carriera
A Roma, nella dimora di famiglia in via di Porta Latina 13, iniziò a ricevere lezioni di greco da un insegnante privato, John Kanellopoulos, con altri giovani ragazzi di origine greca. Nel 1973 la famiglia si trasferì al palazzo di Amalienborg a Copenaghen, residenza della nonna Ingrid di Svezia.
La famiglia si spostò in Inghilterra nel 1974 e Alessia studiò all'Hellenic College di Londra. Dopo il diploma di maturità, nel 1984, fece volontariato per un anno al Play Center del London Hospital for Sick Children. Dal 1985 frequentò il Froebel College dell'Università di Roehampton, ottenendo un Bachelor of Arts in History and Education nel 1988. Conseguì un certificato post laurea in Education nel 1989.
Da quest'ultimo anno lavorò come insegnante elementare nel centro di Southwark fino al 1992, quando si trasferì a Barcellona. Qui ottenne un master in Early Childhood Intervention presso la Fondazione Catalana per la Sindrome di Down. Fino al 2003 vi ha lavorato come terapista di gruppo con bambini affetti dalla sindrome di Down.

### Interessi personali e matrimonio

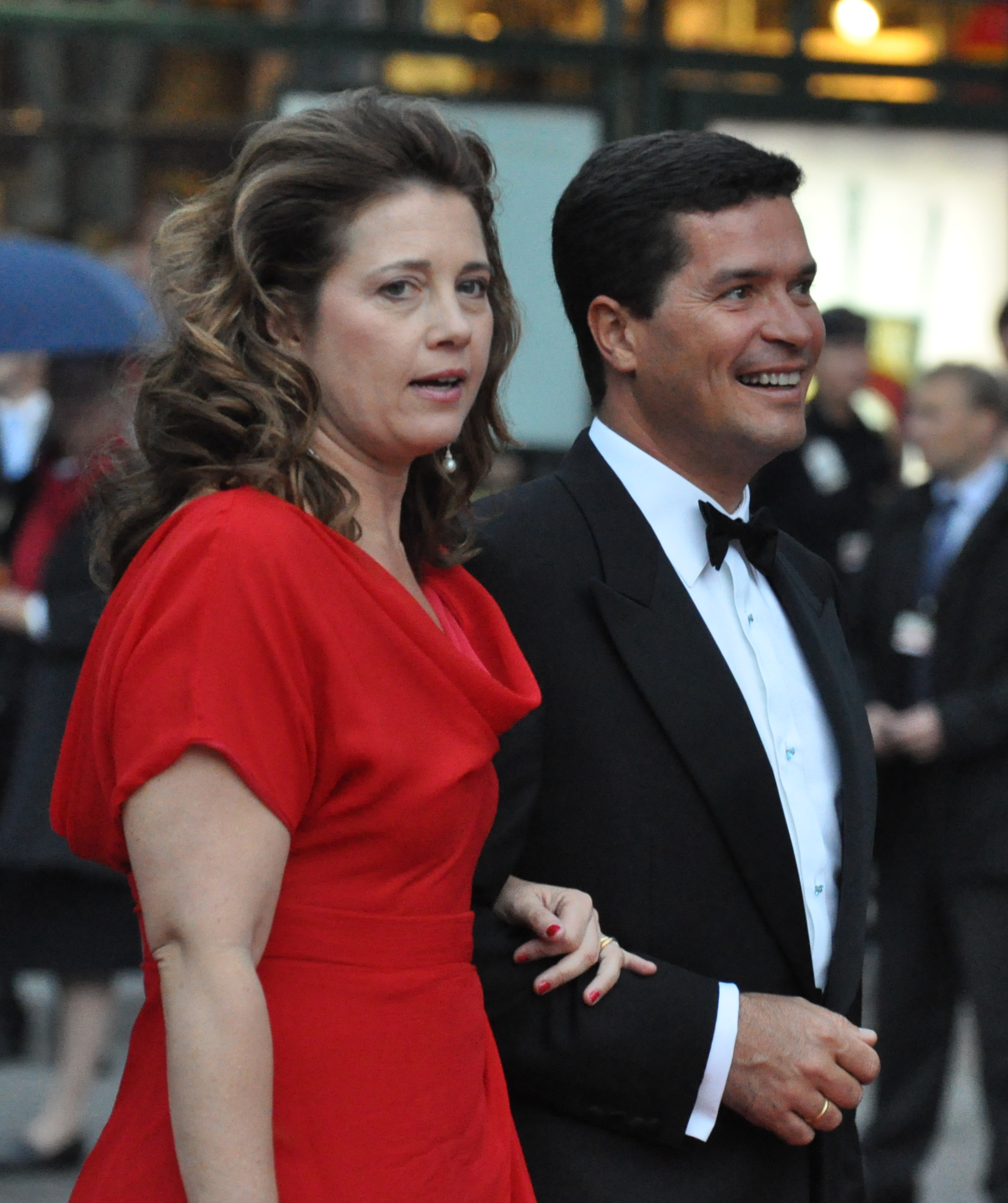
Alessia e Carlos al gala per le nozze di Vittoria di Svezia e Daniel Westling a Stoccolma, il 18 giugno 2010

È appassionata di vela e nel 1992 assistette ai Giochi della XXV Olimpiade a Barcellona. Le venne poi offerta l'opportunità di partecipare al campionato mondiale di vela nel 1993, nell'equipaggio All Girl.
Nel dicembre 1998 fu annunciato il suo fidanzamento con l'architetto e velista spagnolo Carlos Morales Quintana (1970), figlio di Luis Miguel Morales Armas e di María Teresa Quintana González. Si conobbero nel 1994 a una regata a Barcellona e si sposarono
il 9 luglio 1999 nella cattedrale di Santa Sofia a Londra.
Dopo le nozze si trasferirono in una casa progettata da Quintana a Yaiza, sull'isola di Lanzarote dove è nato.

## Discendenza

Monogramma di Alessia e di Carlos

Alessia di Grecia e Carlos Morales Quintana hanno tre figlie e un figlio:
- Arrietta Morales y de Grecia (Barcellona, 24 febbraio 2002);
- Anna Maria Morales y de Grecia (Barcellona, 15 maggio 2003);
- Carlos Morales y de Grecia (Barcellona, 30 luglio 2005);
- Amelia Morales y de Grecia (Barcellona, 26 ottobre 2007).

## Titoli e trattamento
- 10 luglio 1965 – 20 maggio 1967: Sua Altezza Reale, la Principessa della Corona di Grecia
- 20 maggio 1967 – attuale: Sua Altezza Reale, la Principessa Alessia di Grecia e Danimarca

## Ascendenza
|                          |                          |                                  | Genitori                                              |  |  | Nonni |  |  | Bisnonni               |  |  | Trisnonni           |  |
|                          |                          |                                  |                                                       |  |  |       |  |  | Costantino I di Grecia |  |  | Giorgio I di Grecia |  |
|                          |                          |                                  |                                                       |  |  |       |  |  | Costantino I di Grecia |  |  | Giorgio I di Grecia |  |
|                          |                          | Ol'ga Konstantinovna Romanova    |                                                       |  |  |       |  |  | Costantino I di Grecia |  |  |                     |  |
| Paolo di Grecia          |                          |                                  |                                                       |  |  |       |  |  | Costantino I di Grecia |  |  |                     |  |
|                          |                          | Sofia di Prussia                 | Federico III di Germania                              |  |  |       |  |  |                        |  |  |                     |  |
|                          |                          | Sofia di Prussia                 | Federico III di Germania                              |  |  |       |  |  |                        |  |  |                     |  |
|                          |                          | Sofia di Prussia                 | Vittoria di Sassonia-Coburgo-Gotha                    |  |  |       |  |  |                        |  |  |                     |  |
| Costantino II di Grecia  |                          | Sofia di Prussia                 |                                                       |  |  |       |  |  |                        |  |  |                     |  |
|                          |                          | Ernesto Augusto III di Brunswick | Ernesto Augusto, duca di Cumberland                   |  |  |       |  |  |                        |  |  |                     |  |
|                          |                          | Ernesto Augusto III di Brunswick | Ernesto Augusto, duca di Cumberland                   |  |  |       |  |  |                        |  |  |                     |  |
|                          |                          | Ernesto Augusto III di Brunswick | Thyra di Danimarca                                    |  |  |       |  |  |                        |  |  |                     |  |
| Federica di Hannover     |                          | Ernesto Augusto III di Brunswick |                                                       |  |  |       |  |  |                        |  |  |                     |  |
|                          |                          | Vittoria Luisa di Prussia        | Guglielmo II di Germania                              |  |  |       |  |  |                        |  |  |                     |  |
|                          |                          | Vittoria Luisa di Prussia        | Guglielmo II di Germania                              |  |  |       |  |  |                        |  |  |                     |  |
|                          |                          | Vittoria Luisa di Prussia        | Augusta di Schleswig-Holstein-Sonderburg-Augustenburg |  |  |       |  |  |                        |  |  |                     |  |
| Alessia di Grecia        |                          | Vittoria Luisa di Prussia        |                                                       |  |  |       |  |  |                        |  |  |                     |  |
|                          | Cristiano X di Danimarca | Federico VIII di Danimarca       |                                                       |  |  |       |  |  |                        |  |  |                     |  |
|                          | Cristiano X di Danimarca | Federico VIII di Danimarca       |                                                       |  |  |       |  |  |                        |  |  |                     |  |
|                          | Cristiano X di Danimarca | Luisa di Svezia                  |                                                       |  |  |       |  |  |                        |  |  |                     |  |
| Federico IX di Danimarca | Cristiano X di Danimarca |                                  |                                                       |  |  |       |  |  |                        |  |  |                     |  |
|                          |                          | Alessandrina di Meclemburgo      | Federico III di Meclemburgo                           |  |  |       |  |  |                        |  |  |                     |  |
|                          |                          | Alessandrina di Meclemburgo      | Federico III di Meclemburgo                           |  |  |       |  |  |                        |  |  |                     |  |
|                          |                          | Alessandrina di Meclemburgo      | Anastasija Michajlovna Romanova                       |  |  |       |  |  |                        |  |  |                     |  |
| Anna Maria di Danimarca  |                          | Alessandrina di Meclemburgo      |                                                       |  |  |       |  |  |                        |  |  |                     |  |
|                          |                          | Gustavo VI Adolfo di Svezia      | Gustavo V di Svezia                                   |  |  |       |  |  |                        |  |  |                     |  |
|                          |                          | Gustavo VI Adolfo di Svezia      | Gustavo V di Svezia                                   |  |  |       |  |  |                        |  |  |                     |  |
|                          |                          | Gustavo VI Adolfo di Svezia      | Vittoria di Baden                                     |  |  |       |  |  |                        |  |  |                     |  |
| Ingrid di Svezia         |                          | Gustavo VI Adolfo di Svezia      |                                                       |  |  |       |  |  |                        |  |  |                     |  |
|                          |                          | Margherita di Connaught          | Arturo di Connaught                                   |  |  |       |  |  |                        |  |  |                     |  |
|                          |                          | Margherita di Connaught          | Arturo di Connaught                                   |  |  |       |  |  |                        |  |  |                     |  |
|                          |                          | Margherita di Connaught          | Luisa Margherita di Prussia                           |  |  |       |  |  |                        |  |  |                     |  |
|                          |                          | Margherita di Connaught          |                                                       |  |  |       |  |  |                        |  |  |                     |  |